# Jordan Malone
Jordan Malone (n. 20 aprilie 1984, Denton⁠(d), Texas, SUA) este un sportiv ce a reprezentat Statele Unite ale Americii, medaliat olimpic. A participat la 2 ediții ale Jocurilor Olimpice (2010, 2014) în care a câștigat o medalie de argint și o medalie de bronz.